# Felhőváros
Felhőváros (az eredetiben: Cloud City) a Csillagok háborúja elképzelt univerzumában a Bespin bolygó légkörében lebegő város.
Valamikor csak egy bányászplatform volt, ami a Bespin bolygó légkörében lebegett, ahol tibanna gázt bányásztak. Nevét onnan kapta, hogy a gázóriás légkörében örökké felhőkbe burkolózik.
A város a bolygó középpontjától 60 000 km-es távolságban lebeg.
Miután a bányászat háttérbe szorult, luxushoteleket, pihenőhelyeket és kaszinókat alakítottak ki rajta, mivel ez a bányászatnál jövedelmezőbbnek bizonyult.

## Jellemzői

### Elrendezés
Felhőváros 392 szintből áll (ezek fölött található a leszállóhely).
A szintek elrendezése a következő:
- 1-50: luxushotelek és kaszinók, amikről a várost a Külső Peremben ismerik
- 51-100: előkelő magánházak
- 101-120: adminisztrációs irodák
- 121-160: magánkézben lévő ipari terület
- 161-220: a dolgozók házai
- 221-280: gyárak
- 281-370: a gázfinomítók és bányászok házai
- 371-392: a 36 000 emelőmotor és a vonósugár-generátor szintjei[1]

Az alulról-felülről csészealjakra emlékeztető formájú struktúra átmérője 16,2 km, függőleges magassága  17,3 km. Néhány közeli bányászati platformot (mint például a Vapor Room-ot és más ipari létesítményeket) a Felhőváros részeinek tekintenek.

### Kormányzat
Felhővárost névlegesen egy „báró” irányítja, de az adminisztrációt az üzleti vezetők irányítják (ez Exex néven ismert), akik nem tekintik magukat a báró alárendeltjeinek. A Céhek parlamentje egy ősi szokás szerint irányítja a város bíróságait.

### Népesség
Az utolsó népszámlálás szerint a lakosság 5 427 080 főből áll (nem számítva a droidokat).
A Bespin bolygó teljes lakosságát 6 millió főre becsülik, így ez a város a meghatározó település a bolygó légkörében (a „felszín” lakhatatlan, hiszen gázbolygóról van szó).

## Történelme
Felhővárost Ecclessis Figg kezdte el építeni ugnaught munkásokkal és az Incom Corporation szerződött alkalmazottaival Y. e. 400  körül.
A Klónháborúk alatt a Független Rendszerek Konföderációja támadást indított harci droidokkal, hogy megszerezzék a tibanna gáz feletti uralmat, mivel ez látta el energiával a Köztársaság hajóit. A bolygó védelmét Glynn-Beti jedi mester irányította klónharcosok csoportjával együtt, a felszínt Low Altitude Assault Transport (LAAT)-ok védték.
A Konföderáció csak időlegesen tudta elfoglalni a bolygót.
Mindössze hónapokkal a Klónháborúk után a Birodalom megpróbált nazren rabszolgákat adni tibanna gázért cserébe. A rabszolgákat felszabadították Bail Organa ügynökei.
Y. e. 2  körül Galen Marek a városba érkezett, hogy megkeresse Garm Bel Iblis szenátort, őt Bail Prestor Organa szenátor küldte azzal a megbízással, hogy a Lázadók Szövetségének támogatást szerezzen. Egy gungan fejvadász (Kleef) leküzdése után Marek még jó pár gengsztert és egy mandalori fejvadászt (Chop'aa Notimo) hatástalanított, mielőtt sikeresen elért a szenátorhoz, és megmentette őt. Ezután tárgyalások kezdődtek, amin a Lázadók Szövetsége „koréliai szövetség” néven (mivel a tárgyalás a Korélián folyt) arra tett ígéretet, hogy visszaállítják a Köztársaságot.
A város gazdasága hosszú ideig a tibanna gáz körül forgott, mivel ez létfontosságú volt a fegyverek és a hiperhajtóművek szempontjából is.
A Yavini csata után egy évvel Felhővárost Lando Calrissian irányította, mint annak bárója, aki Dominic Raynortól nyerte el egy sabacc-verseny során. Nem sokkal később Raynor felbérelte Bossk fejvadászt, hogy visszavágjon Calrissiannak. Bossk és zsoldosai csapdába csalták a bárót a karbantartói szinten, de a támadás sikertelen volt. Ez alatt az idő alatt Felhőváros a külső hatóságok számára viszonylag elszigetelt és jelentéktelen volt.
A Hoth bolygón lezajlott csata után Han Solo és Leia Organa hercegnő megérkezett Felhővárosba, ahol menedéket kerestek és javítási lehetőséget a hiperhajtóművük számára, mivel Solo biztos volt Calrissian barátságában és segítőkészségében. Solo tudtán kívül azonban Calrissian kénytelen volt egyezséget kötni Darth Vader birodalmi vezetővel, annak érdekében, hogy a város továbbra is önállóan működhessen.
Az egyezségben az szerepelt, hogy régi barátját, Han Solót elfogják, mert így jó esély volt rá, hogy a Lázadók egyik vezetője, Luke Skywalker Solo segítségére siet, és így a Birodalom el tudja fogni.
Amikor kiderült, hogy Darth Vader nem fogja betartani az egyezség rá eső részét, Lando lehetővé tette, hogy a lakosság elmenekülhessen. Solót azonban próbaképpen lefagyasztották a birodalmiak, mert Vader így akarta átadni a császárnak Luke Skywalkert, és a fagyasztás még nem volt emberen biztonságosan kipróbálva. Han Solo karbonitban lefagyasztott testét Boba Fett fejvadász szállította Jabbához. Calrissian elmenekült a  Millennium Falconon, vele volt Leia Organa és Csubakka is. Ezalatt Luke és Vader fénykarddal párbajoztak, Luke itt tudta meg, hogy Vader az igazi apja. Vader levágja Luke karját, de ő nem hal meg, hanem beleesik egy szellőzőaknába, végül majdnem kizuhan Felhővárosból, de sikerül megkapaszkodnia. Luke az Erő segítségével üzenetet küld Leiának, aki a Millennium Falconnal visszamegy érte.
A Birodalom egy helyőrséget létesített itt. Az Endori csata után azonban a birodalmi erőket kiverték a Lázadók.
Az Új Köztársaság felemelkedése után Felhőváros a tibanna gáz fő exportőrévé vált a Köztársaság számára. Ugyanakkor a Bespin túl közel volt ahhoz a területhez, ahol a Birodalom maradványai megmaradtak, és így az irányító hatalom a következő évtizedekben többször változott.

## A színfalak mögött
Felhővárost talán a Star Trekben látható hasonló város ihlette, ami a The Cloud Minders („A felhőbányászok”) epizódban szerepelt a tv-sorozatban, illetve elődjei lehettek egyéb sci-fi munkák is.
A Csillagok háborúja korai vázlataiban (1974-ben) Alderaan egyik városa a későbbi Felhővárosra emlékeztet. Még a második vázlatban is az Alderaan bolygó volt a Birodalom fővárosa. Ezen vázlatok alapján alakult ki Felhőváros koncepciója, ami végül a filmekben megvalósult.
Az ILM készítette el a város távoli látványát makettek és „matte painting” alkalmazásával.
A belső tereket az Elstree Studios-ban forgatták. A padlókra és falakra nagyon vigyáztak, a felvételek között ezeket tiszta helyen tárolták, és folyamatosan mosták és tisztították a felületüket. Aki az itteni padlóra lépett, annak mamuszt kellett viselnie.
A Birodalom visszavág DVD-változatának „special edition”-jében (=különleges kiadás) az ILM digitálisan kicsit mozgalmasabbá tette a várost. A korábban csak festett, tehát mozdulatlan alakok digitálisan megelevenedtek, így a szintén digitálisan ábrázolt Millennium Falcon repülő autók között kanyarog, amikor sietősen elhagyja a helyszínt és az égbolt felé tör.
A belső tereken is javítottak; a korábban kissé steril és klausztrofóbiát okozó folyosókon helyenként digitálisan ablakokat hoztak létre, amiken keresztül lélegzetállítóan mutat a Bespin bolygó látványa.

## Megjelenése
- A Birodalom visszavág  (első megjelenés), és
- A jedi visszatér  c. filmekben jelenik meg.

További megjelenések:
- Star Wars: Battlefront
- Boba Fett: Part I: Survival
- Republic Commando: Hard Contact
- Boba Fett: Crossfire
- Boba Fett: Maze of Deception
- Star Wars Battlefront: Elite Squadron
- A New Hope: The Life of Luke Skywalker
- Therefore I Am: The Tale of IG-88
- The Hutt Gambit
- Star Wars: The Force Unleashed – könyv
- Star Wars: The Force Unleashed –  képregény
- Star Wars: Empire at War: Forces of Corruption
- Star Wars: Rebellion – videójáték
- Star Wars: Rogue Squadron II: Rogue Leader
- Star Wars: Rogue Squadron III: Rebel Strike
- Star Wars Missions 10: Showdown in Mos Eisley
- Lady Luck – képregény
- Lando Calrissian: Idiot's Array
- Star Wars Episode V: The Empire Strikes Back ifjúsági regény
- Star Wars 43: The Empire Strikes Back: Betrayal at Bespin
- Super Star Wars: The Empire Strikes Back
- Thank the Maker!
- Star Wars 44: The Empire Strikes Back: Duel a Dark Lord
- The Emperor's Trophy
- Payback: The Tale of Dengar
- Star Wars 55: Plif
- Star Wars 56: Coffin in the Clouds
- Star Wars 57: Hello, Bespin, Goodbye
- Star Wars 58: Sundown
- Star Wars 59: Bazarre
- Star Wars 67: The Darker
- Star Wars 70: The Stenax Shuffle
- Star Wars 71: Return to Stenos
- Shadows of the Empire – képregény
- The Life and Legend of Obi-Wan Kenobi
- The Rise and Fall of Darth Vader
- Star Wars Episode VI: Return of the Jedi ifjúsági regény
- Star Wars: Return of the Jedi 1: In the Hands of Jabba the Hutt
- Star Wars: Return of the Jedi 4: The Final Duel
- The Truce at Bakura
- The Vandelhelm Mission
- The Glove of Darth Vader
- The Lost City of the Jedi
- Zorba the Hutt's Revenge
- Mission from Mount Yoda
- Queen of the Empire
- Prophets of the Dark Side (könyv)
- Heir to the Empire
- The Last Command
- Star Wars: Jedi Knight II: Jedi Outcast
- Before the Storm
- Specter of the Past
- Vision of the Future
- Junior Jedi Knights: The Golden Globe
- Junior Jedi Knights: Vader's Fortress
- Young Jedi Knights: Trouble on Cloud City
- Young Jedi Knights: Crisis at Crystal Reef
- Star Wars: Chewbacca
- Dark Nest II: The Unseen Queen